# جاك هاينز
جاك هاينز (بالإنجليزية: Jack Hynes)‏ هو لاعب كرة قدم وحكم كرة قدم ومدرب كرة قدم أمريكي، ولد في 1920 في Lochgelly ‏ في المملكة المتحدة، وتوفي في 3 أغسطس 2013 في جزيرة ستاتن في الولايات المتحدة. شارك مع منتخب الولايات المتحدة لكرة القدم. أما مع النوادي، فقد لعب مع Brooklyn Hakoah ‏.